# ريبال (اسم)
ريبال هو اسم علم مذكر من أصل عربي، ومعناه هو الأسد الذئب أصله رئب.

## شخصيات تحمل الاسم
- ريبال الأسد (رجل أعمال سوري، 4 يونيو 1975 – )
- ريبال الخضري (18 نوفمبر 1988 – )

## وصلات خارجية
- موسوعة السلطان قابوس لأسماء العرب نسخة محفوظة 5 أبريل 2019 على موقع واي باك مشين.